# До пятницы, Робинзон
«До пятницы, Робинзон» (фр. À vendredi, Robinson) — документальный фильм иранского режиссёра Митры Фарахани совместного производства Ирана, Франции, Швейцарии и Ливана, премьера которого состоялась в феврале 2022 года на 72-м Берлинском кинофестивале. Он представляет собой сборник видеосообщений, которыми обменивались в течение 29 недель два выдающихся режиссёра — Жан-Люк Годар и Эбрахим Голестан.

## Релиз и оценки
Премьерный показ фильма состоялся в феврале 2022 года на 72-м Берлинском кинофестивале, в рамках программы «Столкновения», куда отбирают, по словам директора фестиваля Карло Шатриана, «самое необычное и смелое кино». Критик NY Times Николас Рапольд отметил, что фильм «дарит нам тёплые воспоминания, как будто мы выпили со старым другом, который никогда не переставал думать на экране».